# Leodonta tellane
Leodonta tellane är en fjärilsart som först beskrevs av William Chapman Hewitson 1860.  Leodonta tellane ingår i släktet Leodonta och familjen vitfjärilar. Inga underarter finns listade i Catalogue of Life.

## Bildgalleri

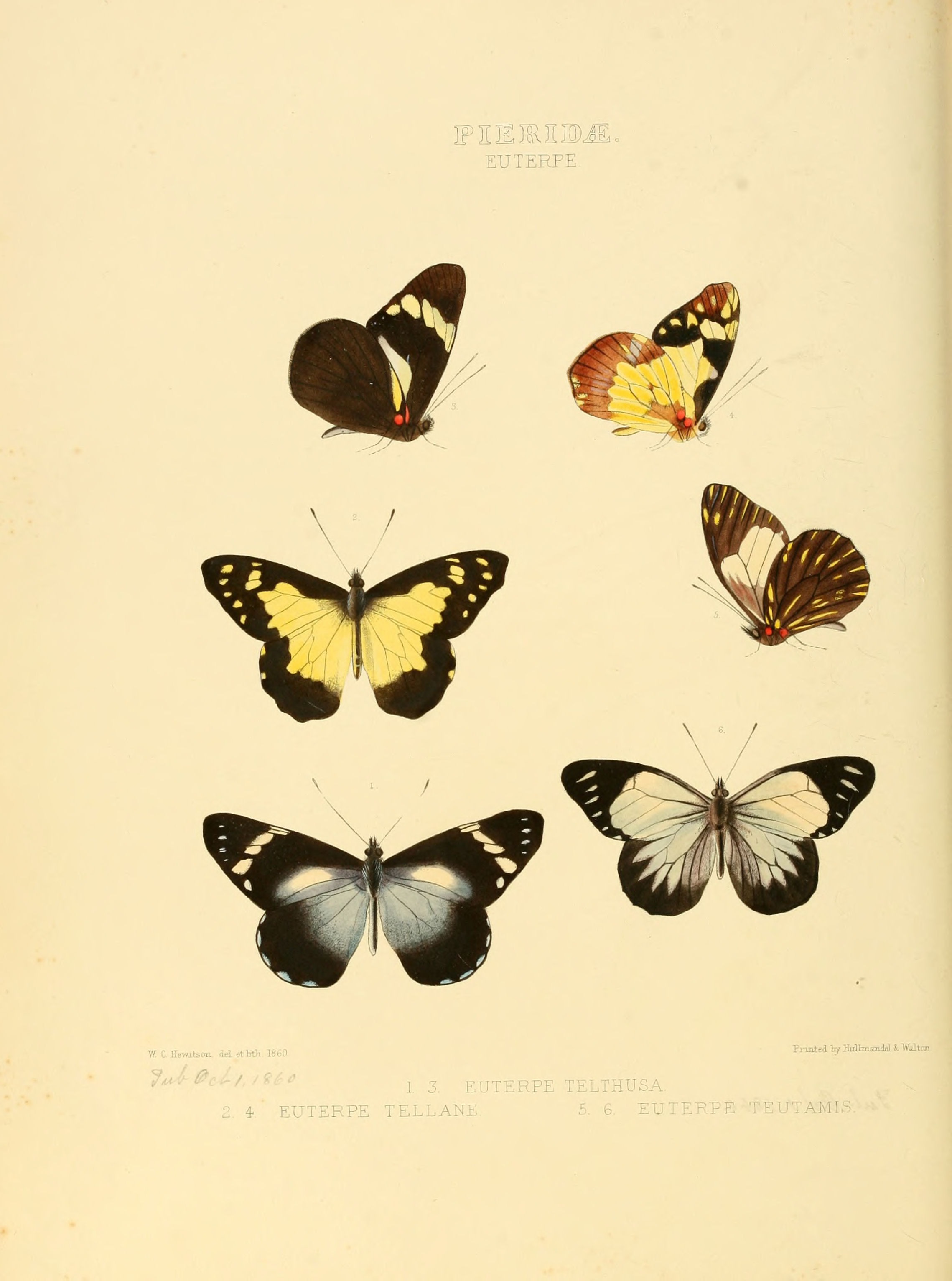
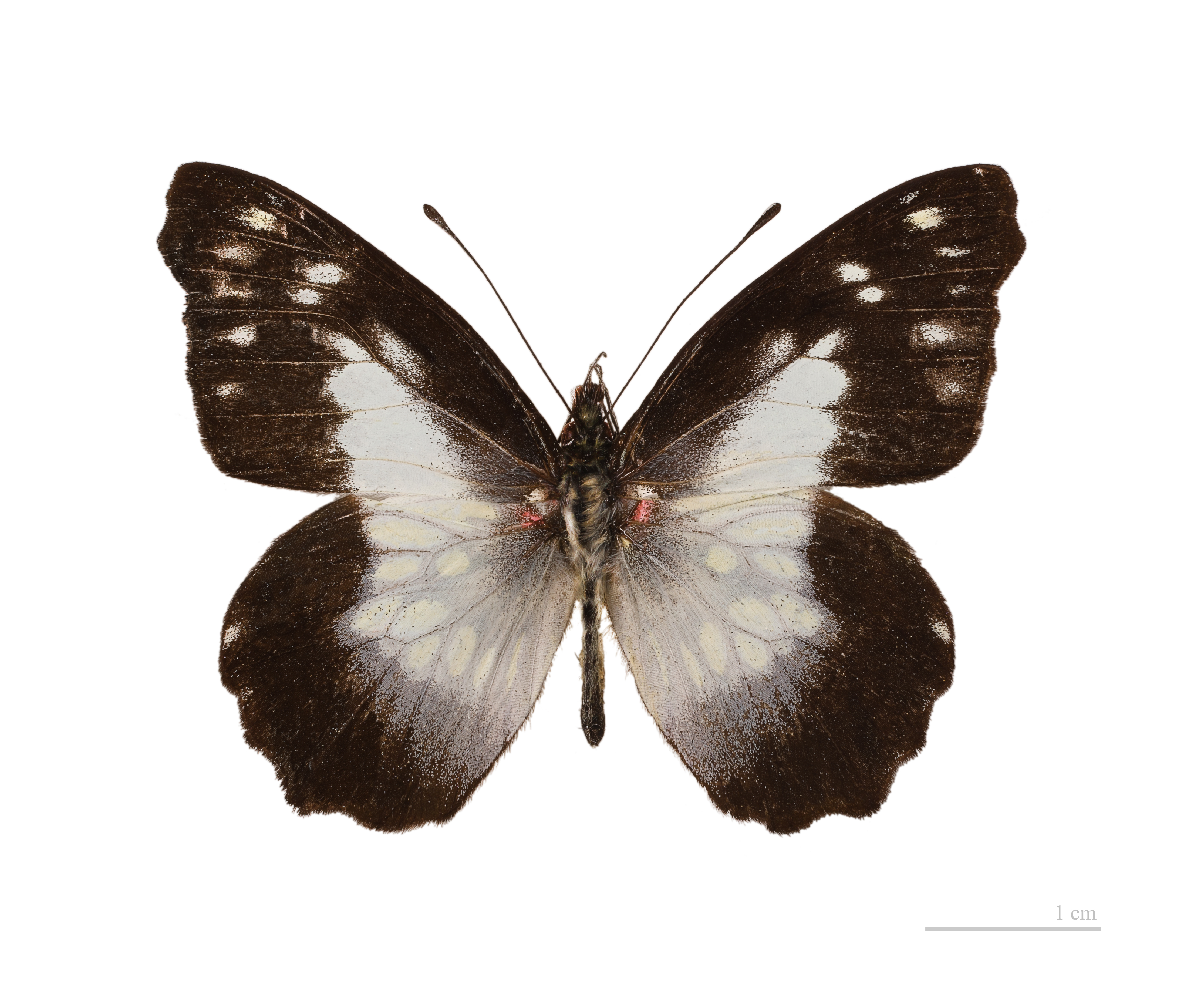
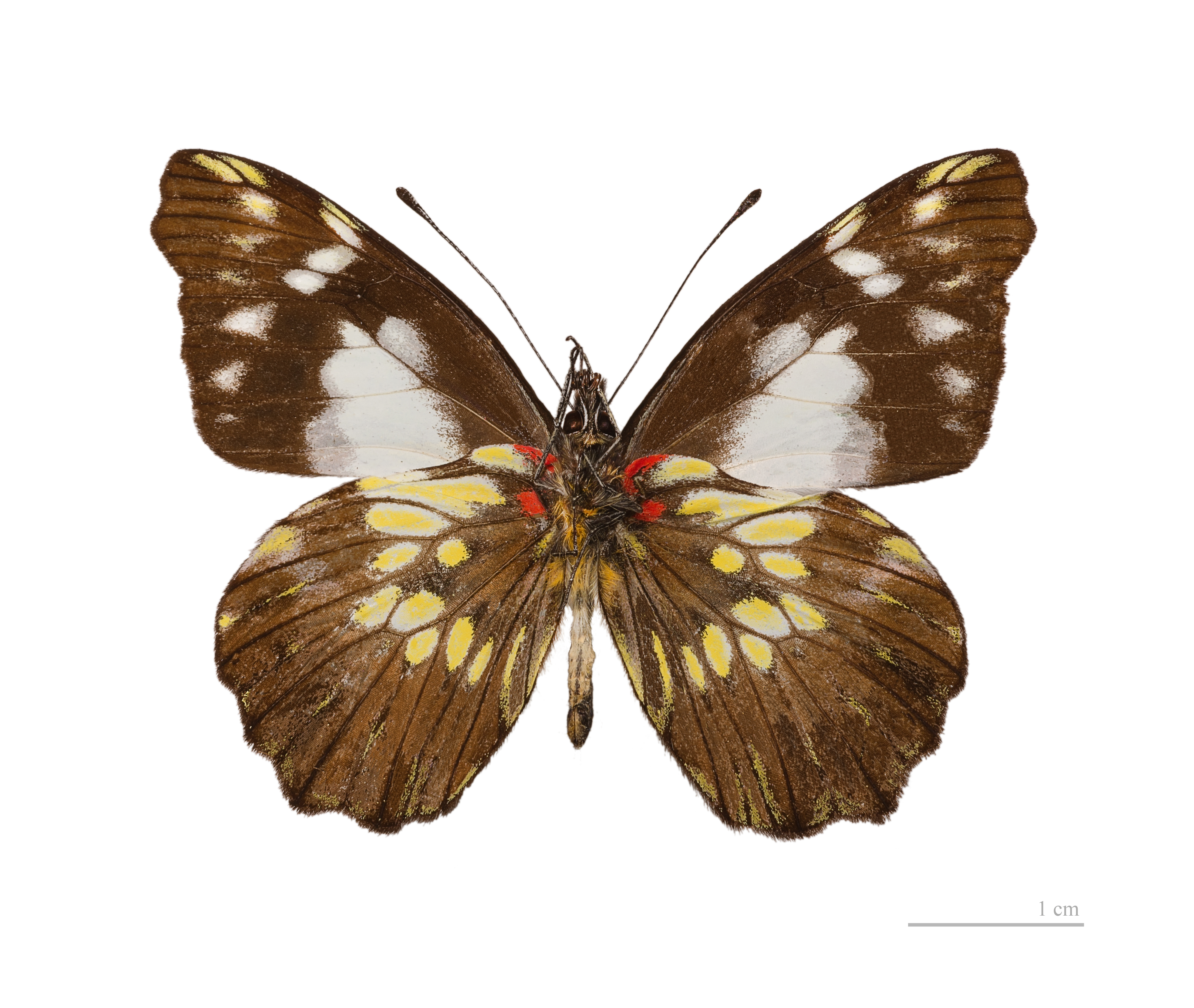
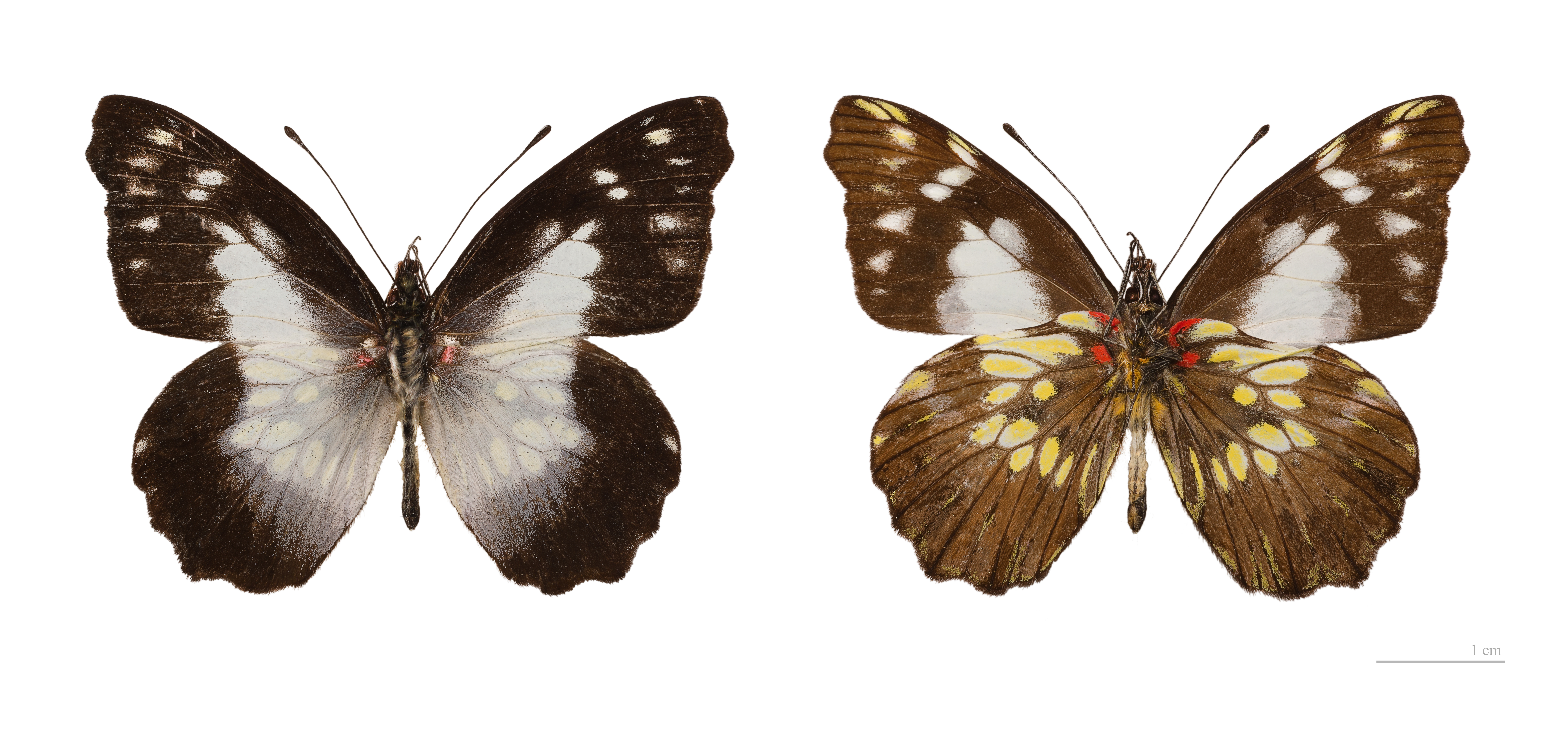